# Шампињол (Златна обала)
Шампињол (фр. Champignolles) насеље је и општина у источном делу централне Француске у региону Бургоња, у департману Златна обала која припада префектури Бон.
По подацима из 2011. године у општини је живело 68 становника, а густина насељености је износила 10,73 становника/km². Општина се простире на површини од 6,34 km². Налази се на средњој надморској висини од 400 метара (максималној 457 m, а минималној 352 m).

## Демографија
| 1962. | 1968. | 1975. | 1982. | 1990. | 1999. | 2011. |
| ----- | ----- | ----- | ----- | ----- | ----- | ----- |
| 98    | 105   | 105   | 108   | 84    | 79    | 68    |

График промене броја становника у току последњих година